# Ours (timbre du Groenland)

Armes du Groenland.

Pour les articles homonymes, voir Ours (homonymie).
L'ours polaire est le sujet de plusieurs timbres-poste du Groenland. L'animal est représenté au naturel ou en armoiries. Il illustre sous cette seconde forme les premiers timbres spécifiques au Groenland, émis en 1905.

## Les timbres-colis de 1905
Jusqu'en 1905, les habitants du Groenland bénéficient de la franchise postale à l'intérieur du territoire, vers et depuis la métropole danoise grâce à l'Administration des colonies (affranchissement avec des timbres danois oblitérés à l'arrivée) et au Den Kongelige Grønlanske Handel (littéralement « la société royale de commerce du Groenland »).
Le 1er mai 1905, cette franchise est supprimée pour les colis postaux. La société de commerce émet une série de trois timbres vendus à partir du 14 juillet 1905. Ils sont légendés « PAKKE-PORTO » et représente les armoiries du Groenland : l'ours blanc dans un blason couronné, au-dessus de vagues et sous le vol de six oiseaux. Ce dessin est du Danois Gerhard Heilmann. Imprimés en typographie en feuille de vingt-cinq exemplaires, seules deux timbres de février 1937 le sont en offset, et dites impression Lachmann.
Jusqu'en 1938 (émission des premiers timbres-poste pour le Groenland et la réorganisation du système postal du territoire), 39 timbres sont émis pour 9 valeurs faciales différenciables par la qualité du papier et la dentelure.

## Timbres-poste
L'ours polaire est représenté dans un paysage de banquise sur les premières émissions de 1938 et de 1946 aux côtés de timbres à l'effigie du roi Christian X. 
Au naturel, il est représenté sur un timbre de 1945 dans une série d'images « typiques » du territoire et un autre en 1976. En 1984, il apparaît tuant Karale Andreasen, premier instituteur né dans l'est du Groenland. En 1995, il revient représenté seul, voire en gros plan en 1997 pour l'émission Europa.
En armoiries, il apparaît sur quatre des dix-huit valeurs des séries d'usage courant des années 1960 avec le roi Frédéric IX et une aurore boréale au-dessus de la constellation de la Grande Ourse. En miniature en 1985 sur une peinture de Gerhard Kleist. Un des deux timbres pour le dixième anniversaire de l'autonomie interne est consacrée aux armoiries, l'autre l'étant au drapeau.

### Sources
- Nicolas de Pellinec,  « Les "Ours", premiers timbres du Groenland », article paru dans Timbres magazine n°21, février 2002, pages 98-99.
- Site personnel sur la première série de timbres du Groenland (une page est consacrée aux timbres-poste du Groenland représentant l'ours).
- Catalogue Yvert et Tellier, tome 3, Timbres de l'Europe de l'Ouest [chapitre Danemark-Groenland], Amiens, 1998.